# Rohohlavec rovnorohý
Rohohlavec rovnorohý (Ceratocephala orthoceras) je druh rostliny z čeledi pryskyřníkovité (Ranunculaceae).

## Popis
Jedná se o jednoletou drobnou rostlinu dorůstající nejčastěji výšky 2–5 cm. Lodyha i listy jsou pavučinatě vlnaté. Listy jsou v přízemní růžici, čepel je 1–2x hluboce členěná v čárkovité úkrojky. Květy jsou jednotlivé na cca 7–30 mm dlouhých stopkách, které se za plodu prodlužují, jsou žluté, mají asi 5–10 mm v průměru. Kališních lístků je 5, jsou zelené, vně pavučinatě vlnaté. Korunních lístků je také 5, jsou delší než kališní, žluté, asi 3–5 mm dlouhé, s nektáriem. Kvete brzy na jaře, v březnu až v dubnu, řidčeji už v únoru. Tyčinek je nejčastěji 5–6. Gyneceum je apokarpní, pestíků je mnoho. Plodem je nažka, na povrchu alespoň v mládí pavučinatě vlnatá, později olysává, s dlouhým víceméně rovným zobánkem. Nažky jsou uspořádány do hlávkovitého souplodí na prodlouženém květním lůžku. Počet chromozomů je 2n=14.

## Rozšíření
Rohohlavec rovnorohý roste přirozeně ve střední, východní a jihovýchodní Evropě a v Asii, na východ po Pákistán, západní Sibiř a provincii Sin-ťiang v západní Číně. Byl člověkem zavlečen i do Severní Ameriky. V České republice se v minulosti vyskytoval v okolí Prahy a na jižní Moravě, ale ve 20. století začal ubývat a zhruba od poloviny 20. století zcela vymizel. Dnes je veden jako vyhynulý druh flóry ČR, kategorie A1.